# Maarten ’t Hart
Maarten ’t Hart (* 25. listopadu 1944 Maassluis) je nizozemský spisovatel.

## Život a dílo
Narodil jako nejstarší syn hrobníka Pauluse ’t Harta a jeho manželky Magdaleny van den Giessen. Vyrůstal v prostředí, které se vyznačovalo přísným kalvinismem a již jako dítě měl zájem o knihy. V letech 1962–1968 studoval biologii na univerzitě v Leidenu se zaměřením na výzkum chování zvířat. V roce 1973 publikoval studii o chování krys. Dizertaci napsal o chování Koljuška tříostná|koljušky tříostné. V letech 1970–1987 působil ’t Hart na své alma mater jako lektor behaviorální biologie.
V roce 1971 debutoval ’t Hart jako spisovatel – zpočátku pod jménem Martin Hart – románem Stenen voor een ransuil (Kameny pro sovu pálenou). Literární kritika ho chválila, ale v té době si mezi čtenáři nenašel velkou oblibu. Stejný osud měl i druhý román Ik had een wapenbroeder (Měl jsem bratra ve zbrani). Úspěch zaznamenal až prvním svazkem povídek Het vrome volk („Zbožný lid“), za který obdržel v roce 1975 cenu Multatuli. Jeho prvním úspěšným románem byl Een vlucht regenwulpen (Osud tažných ptáků) vyšlý v roce 1978. Knihu, do které byly začleněny jeho vzpomínky z dětství, napsal na počátku 70. let, ale dlouho vyčkával s jejím vydáním. Během roku se v Nizozemsku prodalo více než sto tisíc výtisků a v roce 1981 byla kniha zfilmována.
’t Hart navazuje na tradici realistické literatury 19. století. Nezajímají ho ani tak strukturální jemnosti moderního románu, jako přesný a atmosféricky hutný popis známé krajiny a lidí své domoviny. Hodně z jeho práce obsahuje autobiografické prvky; opakujícím se tématem v jeho díle je kalvinismus. Na konci studentských let se od něj 't Hart odpoutal a stal se přesvědčeným ateistou, ale uchoval si dojmy s vírou spojené, jako pocit bezpečí a hluboký účinek chrámové hudby, zejména hry na varhany. Dalšími leitmotivy jeho románů, povídek a esejů jsou klasická hudba (zejména Johann Sebastian Bach), nešťastná láska a příroda. V roce 2014 měl v nizozemské televizi sledovaný pořad o pěstitelství Maartenova zahrada.
Maarten ’t Hart je jedním z nejpopulárnějších autorů v Nizozemsku. Jeho knihy byly přeloženy do mnoha jazyků, mj. do němčiny, angličtiny a švédštiny. Od roku 1967 je ženatý s Anneke van den Muyzenberg a žije v Teylingenu u Leidenu v jižním Holandsku. V roce 2009 bylo v knihovně v Maassluis založeno Národní dokumentační centrum Maartena ’t Harta. Schraňuje všechny jeho knihy, elektronické knihy, filmy založené na jeho románech a sekundární literaturu.

### Výběr z ’t Hartových románů, povídkových sbírek a esejů
- Stenen voor een ransuil (Kameny pro sovu pálenou), 1971
- Ik had een wapenbroeder (Měl jsem bratra ve zbrani), 1973
- Een vlucht regenwulpen (Osud tažných ptáků), 1978 (česky v překladu Tomáše Vítka 2019)
- Het roer kan nog zesmaal om (Kormidlo lze ještě šestkrát otočit), (autobiografie), 1984
- De huismeester (Správce), 1985
- De steile helling (Strmý svah), 1988
- Het woeden der gehele wereld (Hněv celého světa), 1993 (česky v překladu Jany Pellarové 2001)
- De nakomer (Opozdilec), 1996
- Johann Sebastian Bach, 2000 (esej)
- De zonnewijzer (Sluneční hodiny), 2002
- Mozart en de anderen (Mozart a ti ostatní), 2006
- Magdalena (autobiografie), 2015
- De moeder van Ikabod en andere verhalen (Matka Ichaboda a jiné příběhy), 2016

### Zfilmované romány
- Een vlucht regenwulpen (podle románu Osud tažných ptáků), režie Ate de Jong, 1981
- Das geheime Leben meiner Freundin (podle románu Sluneční hodiny), režie Walter Weber, 2005
- Het woeden der gehele wereld, (podle románu Hněv celého světa), režie Guido Pieters, 2006

#### Spoluscenárista
- Kronvittnet (Korunní svědek), režie Jon Lindström, 1989

### Vyznamenání
- 1975 Cena Multatuli
- 2003 Řád nizozemského lva